# Ангел Вадим Миколайович
Вади́м Микола́йович А́нгел (нар. 23 листопада 1991, Глибочок, Хмельницька обл. — пом. 28 червня 2022, Сіверськодонецьк, Луганська обл.) — солдат 8-го полку Сил спеціальних операцій ЗСУ, учасник російсько-української війни. Нагороджений орденом «За мужність» III ступеня (посмертно) та має звання «Почесний громадянин міста Хмельницького». Учасник АТО.

## Життєпис
Народився в родині Миколи Устимовича і Віри Анатоліївни Ангелів у селі Глибочок Хмельницької області. Прожив усе життя в Хмельницькому, куди переїхав разом з родиною ще в дитинстві. Відвідував дитячий садочок № 23. З 1 вересня 1998 року навчався в школі № 14 міста Хмельницький. У 2001 вступив до місцевої художньої школи. Був талановитим художником. У 2005 році брав участь у міському конкурсі, де став лауреатом художньої премії імені Людмили Мазур. У 2009 році закінчив загальноосвітню школу. Вступив до Вищого професійного училища № 11 м. Хмельницького, яке закінчив у 2010 році. У 2011 році призваний на строкову службу у Збройні Сили України, служив у військовій частині А1451-РУ (м. Харків). Після строкової служби працював експедитором на підприємстві «Принцип». Додатковим заробітком було малювання: брав багато замовлень від друзів на малювання портретів. У 2014—2015 роках служив у Збройних силах України, брав участь в АТО на Донбасі. Коли повернувся, працював стропальником у ТДВ «Хмельницькзалізобетон». У 2017—2020 рр. служив за контрактом у 8-му окремому полку Сил спеціальних операцій. У 2019 році одружився. Після закінчення контракту разом з дружиною переїхав жити до Польщі.
Після початку повномасштабного вторгнення повернувся з-за кордону, приєднався до лав 8-го окремого полку ССО та вирушив на передову.

## Загибель
Загинув під час виконання бойового завдання біля Сіверськодонецька Луганської області. Боєць потрапив під ворожий мінометний обстріл та зазнав смертельних поранень. Залишилися батьки, сестра Олена, дружина Юлія.
Похований на Алеї Слави в місті Хмельницький.

## Вшанування пам'яті
- Нагороджений орденом «За мужність» III ступеня (посмертно).
- Звання «Почесний громадянин міста Хмельницького» присвоєно рішенням позачергової дев'ятнадцятої сесії Хмельницької міської ради від 23 вересня 2022 року[3].
- У його колишній художній школі відкрили виставку картин, де представили 85 робіт полеглого воїна[4].